# Sidi Tal
Sidi Tal, pe numele său real Sorele Leibovna Birkental, (n. 8 august 1912, Cernăuți, Austro-Ungaria – d. 17 august 1983, Cernăuți, RSS Ucraineană, URSS) a fost o cântăreață, actriță de teatru și film.
Își face debutul în trupa lui Pincu Friedman. În 1928 joacă la București, la Teatrul Roxy, de pe str. Lipscani. La Iași joacă la Teatrul „Pomul verde”. În 1934 este primită în trupa lui C. Nottara. Este remarcată de actorii trupei evreiești din Vilna, veniți în turneu la București.
O etapă importantă a carierei artistei a fost marcată de colaborarea cu poetul Iacob Sternberg, regizor și om de teatru talentat, în 1935, ca și cu compozitorul Max Halm, coregraful Oleg Danovski. „Comoara”, o piesă de Șalom Aleihem, i-a oferit ocazia confirmării talentului ei multiplu.
A fost ținta unei critici din partea publicației legionare „Porunca Vremii”. În 1937, joacă în piesa lui Sternberg „Teatrul în flăcări”. Piesa este interzisă iar Sidy Tal pleacă la Chișinău.
În 1941, ca urmare a izbucnirii războiului, se refugiază la Tașkent, în RSS Uzbekă, unde își continuă cariera. După război, revine la Cernăuți, orașul copilăriei și adolescenței, unde fondează Klein Kunst Bühne („Mica scenă de artă”).
Moare la 16 august 1983, fiind înmormântată cu o procesiune de mii și mii de admiratori. Sidi Tal a fost căsătorită cu Pinkus Falik (1909 - 1985) și este înmormântată alături de el.

## Roluri în teatru (selectiv)
- „A harz vus Benkt”
- „Tipke-Faier”,
- „Bar-Mitzva”
- „Der Kindischer Seihl”
- „Urke Nahalnik”
- „A Komediantin”,
- „Umbra galbenă”
- „Teatrul în flăcări”
- „Comoara” de Șalom Alehem.

## Roluri în film
- Fata cu chitara (Devușka s ghitaroi), regia Aleksandr Faințimmer

## Premii
- Artistă emerită a Ucrainei.

## Despre Sidy Thal au scris:
- Al. Dominic,
- Tudor Arghezi,
- I.B. Andronic,
- Henri Mălineanu,
- Seidy Glück.